# لیکا

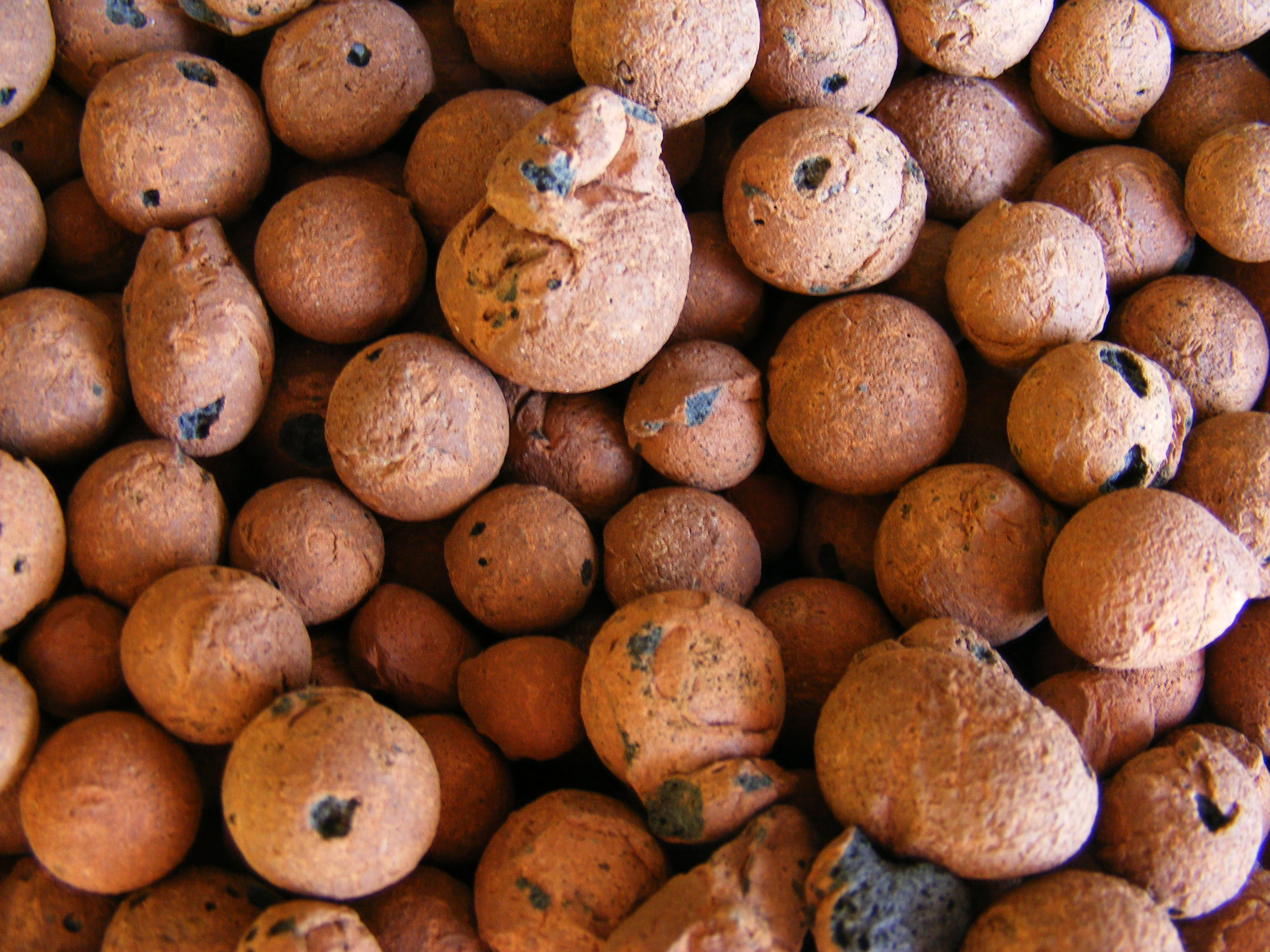
سبک‌دانهٔ رس منبسط شده

لیکا یا سبُک‌دانهٔ صنعتی از پوسته سرامیکی سبک و هسته‌ای کندو شکل تشکیل شده که از حرارت دادن گل رس در دمای ۱۱۰۰ تا ۱۲۰ درجه سانتی‌گراد در یک کورهٔ چرخان، تولید می‌شود. گلوله‌های مدور لیکا هنگام خروج از کورهٔ گردان، در اندازه‌های ۳۲ میلی‌متر با چگالی بالک تقریبی ۳۵۰kg/m³ هستند. بنا بر مورد استفادهٔ لیکا آن را در اندازه‌های مختلف تولید می‌کنند.

## نام‌شناسی
واژه لیکا (Leca) کوتاه‌شده عبارت Light Expanded Clay Aggregate (سبک‌دانهٔ رس منبسط‌شده) است. لیکا در فارسی به سبکدانه صنعتی نیز مشهور است.

## محصولات لیکا

### دانه کشاورزی
لیکا پون دارای مزایای بی شماری می‌باشد که از آن جمله می‌توان به موارد مهم زیر اشاره نمود:
1. جایگزین مناسب خاک
2. ذخیره‌سازی آب توسط لیکا پون
3. تهویه ریشه به نحو مطلوب
4. زیبایی ظاهر لیکا پون در مقایسه با خاک
5. عدم نیاز به زیر گلدانی در گلدانهای آپارتمانی
6. عاری از هر نوع آفات و بیماری‌ها.[نیازمند منبع]

### ملات لیکا
ملات از خوب مخلوط کردن یک جسم چسباننده مانند سیمان یا گچ و یک جسم پرکننده مانند دانه‌های ریز و درشت سبکدانه یا ماسه تهیه می‌شود. ملات خشک پلاستر (اندودکاری)، بنایی (آجرچینی) و ملات با جذب آب کم تهیه شده در مجموعه صنعتی لیکا، از نوع ملات با پایه سیمانی هستند که از دانه‌های سبک لیکا تهیه شده‌اند. ملات سیمانی لیکا در سه دسته پلاستر (اندودکاری)، بنایی (آجرچینی) و ملات با جذب آب کم تولید می‌شود.

### بلوک لیکا
بلوک‌های سبک لیکا از مهمترین فراورده‌های لیکا در ایران است. این بلوک‌ها از مخلوط سبک دانه با سیمان و آب به دست می‌آید. برای حفظ سبکی این قطعات، ریزدانه طبیعی از بتن حذف شده و محصول نهایی دارای تخلخل بالاتری نسبت به بتن نیمه سبک خواهد داشت. وزن فضایی بلوک‌های بتنی دانه سبک اغلب کمتر از ۱۱۰۰ کیلوگرم بر متر مکعب است. مقاومت این بلوک‌ها حداقل ۳۰ کیلوگرم بر سانتی‌متر مربع بوده و در صورت نیاز، با طرح اختلاط مناسب می‌توان به مقاومت‌هایی تا ۱۰۰ کیلوگرم بر سانتی‌متر مربع نیز رسید.
ویژگی و مزایا
1. وزن کم
2. عایق حرارتی
3. عایق صوتی
4. مقاوم در برابر آتش

## سبکدانه
در روش تولید این دانه‌ها ابتدا خاک رس به عنوان ماده اولیه سبک دانه از معادن خاک رس به واحد فرآوری کارخانه حمل شده، بعد از نمونه‌گیری و کنترل دقیق مواد شیمیایی وحصول اطمینان از نداشتن مواد شیمیایی و آهکی بعد از آب دهی به صورت گل رس وارد کوره گردان می‌شوند. وقتی گل رس در درجه حرارتی حدود ۱۲۰۰ درجه سانتی‌گراد قرار می‌گیرد، گازهای ایجاد شده دانه‌ها را منبسط کرده و هزاران سلول هوای ریز درون آن‌ها تشکیل می‌شود. با سرد شدن مصالح، حباب‌های هوا به صورت فضاهای جداگانه باقی‌مانده و سطح آنها سخت می‌شود.